# Mustajärvi (Junosuando socken, Norrbotten)
Mustajärvi är en sjö i Pajala kommun i Norrbotten och ingår i Torneälvens huvudavrinningsområde.